# 普里尼亚克
普里尼亚克（法語：Prignac，法語發音：[pʁiɲak]）是法国滨海夏朗德省的一个市镇，位于该省东部，属于圣让当热利区。

## 地理
普里尼亚克（45°49'46"N, 0°21'24"W）面积6.77 平方千米，位于法国新阿基坦大区滨海夏朗德省，该省份为法国西部滨海省份，北起旺代省，西临大西洋，南至吉倫特省，东南接多爾多涅省，东北接德塞夫勒省接壤，东临夏朗德省。
与普里尼亚克接壤的市镇（或旧市镇、城区）包括：库尔瑟拉克、马塔、蒙斯、托尔。

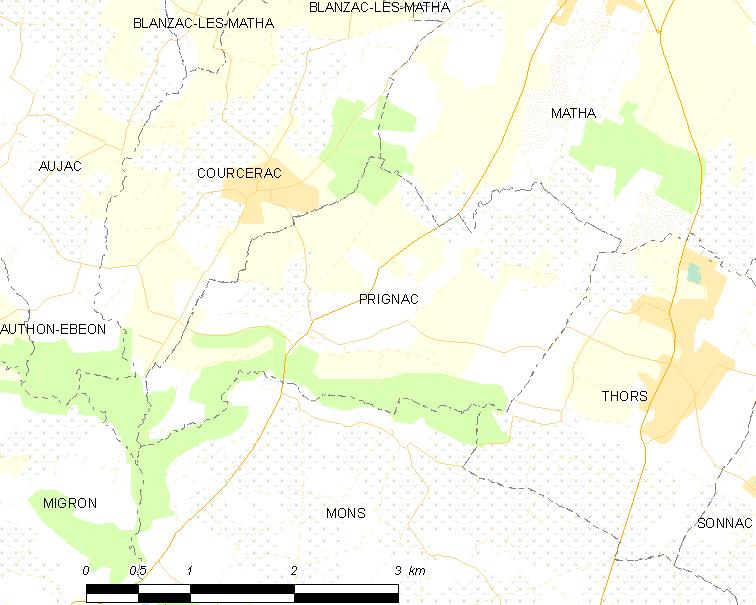
普里尼亚克的OSM定位图

普里尼亚克的时区为UTC+01:00、UTC+02:00（夏令时）。

## 行政
普里尼亚克的邮政编码为17160，INSEE市镇编码为17290。

## 政治
普里尼亚克所属的省级选区为马塔县。

## 人口

1962-2008年间普里尼亚克人口变化图示

普里尼亚克于2022年1月1日时的人口数量为286人。